# Nekrophage
Nekrophage, von altgriechisch νεκρός nekros, deutsch ‚Tod‘, ‚Toter‘ und φαγος phagos, deutsch ‚Fresser‘, steht im Tierreich für Aasfresser, während auf toten Organismen lebende Pflanzen als Nekrophyten bezeichnet werden. Ein nekrophager Käfer ist z. B. der Totengräber der Gattung Nicrophorus. Als „nekrophytophag“ (englisch necrophytophagous) werden dagegen von abgestorbenen Pflanzen oder Algen lebende Organismen bezeichnet, wie beispielsweise der Einzeller Orciraptor.
Den auch als Nekrophagie bezeichneten sexuell motivierten Kannibalismus bei Menschen, verorten Fachleuten aus den Bereichen Psychiatrie, Sexualwissenschaft und Sexualmedizin dagegen im Kontext mit verschiedenen Paraphilien.